# 185250 Korostyshiv
185250 Korostyshiv este un asteroid din centura principală de asteroizi.

## Descriere
185250 Korostyshiv este un asteroid din centura principală de asteroizi. A fost descoperit pe 17 octombrie 2006 la observatorul astronomic din Andrușivka. Asteroidul prezintă o orbită caracterizată de o semiaxă mare de 3,14 ua, o excentricitate de 0,09 și o înclinație de 9,2° în raport cu ecliptica.